# 德伊瓦马里纳
德伊瓦马里纳（義大利語：Deiva Marina），是意大利拉斯佩齐亚省的一个市镇。总面积14平方公里，人口1473人，人口密度105.2人/平方公里（2009年）。ISTAT代码为011012。